# Dynasty Warriors 6
Dynasty Warriors 6, также известная в Японии как Shin Sangoku Musōu 5 — видеоигра в жанре hack and slash, действие которой происходит в Древнем Китае, в период Троецарствия. Игра является шестой частью серии Dynasty Warriors, разработанной Omega Force и изданной Koei. Игра была выпущена 11 ноября 2007 года в Японии, 19 февраля 2008 года в Северной Америке и 7 марта 2008 года в Европе. В июле 2008 года Dynasty Warriors 6 была также выпущена для Windows. В России и странах СНГ версия для PC официально вышла 12 марта 2009 года и издавалась компанией «Новый Диск» в двух изданиях: оригинальная английская версия и версия с текстовым переводом на русский язык.

## Игровой процесс
Эта часть значительно отличается от предыдущих игр серии. Одним из ключевых дополнений игры является система Ренбу — новый способ создания атакующих комбо. В предыдущих частях серии комбо зависело от качества оружия, которым владел персонаж. Более мощное оружие позволяло персонажам выполнять более длинные, сложные и зачастую более мощные последовательные атаки. Система Ренбу заменяет эту систему на шкалу, которая постепенно заполняется по мере выполнения атак. Выполняя атаки и нанося урон противнику, персонаж заполняет шкалу Ренбу, получая новый ранг/уровень, а получая урон и не атакуя некоторое время, шкала уменьшается; если игрок получает много урона или сам долго его не наносит, то шкала может опуститься до предыдущего уровня. Однако даже на 1-м ранге Ренбу персонажи смогут выполнять бесконечные комбо-удары по противнику. Однако без открытия 3-го и бесконечного рангов Ренбу игрок может продвинуться только до 2-го ранга Ренбу (за исключением временного ранга Бесконечность, получаемого при сборе определенного предмета на поле боя).
Ещё одним важным дополнением является дерево навыков, с помощью которого персонажи могут получать более высокие ранги Ренбу, специальные способности и улучшать своё снаряжение. По мере продвижения по дереву навыков слева направо, те навыки, что находятся в правой части дерева, открыть сложнее, чем в левой. Как правило, тот навык, который открывает Бесконечное Ренбу, находится в самом дальнем правом углу.
Уникальные наборы движений для каждого персонажа были значительно сокращены. Только персонажи, имеющие режим Мусоу, получили оригинальные наборы движений (за исключением Дяо Чань); остальные персонажи, которые играбельны только в Свободном Режиме, имеют те же самые наборы движений, что и у персонажей с режимом Мусоу с некоторыми изменёнными свойствами (за исключением Сяо Цяо). В связи с добавлением системы Ренбу традиционное «четвёртое оружие» из предыдущих игр было удалено, а три обычных оружия больше не зависят от качества. Каждое получаемое оружие имеет случайные характеристики и эффекты, а «система веса» из предыдущих игр заменена на категории оружия: Standard (тип по умолчанию), Strength (большая сила атаки за счет меньшего времени сохранения шкалы Ренбу) и Skill (большая скорость атаки при низкой силе атаки). В дополнение к новой системе оружия появилась возможность блокирования с любого направления, например, если персонаж атакован сзади, то при блокировании он поворачивает свое тело так, чтобы оружие находилось перед ним, защищаясь от атаки противника. Это избавляет от необходимости быстро прекращать блокирование, менять направление и снова нажимать кнопку защиты. В отличие от предыдущих игр, лошадей можно найти, добывая седла, случайно выпадающие из ящиков или убитых противников. Эти лошади могут получать уровни, навыки, а некоторые даже могут превращаться в легендарного Рыжего Зайца, хотя это случается крайне редко.
Токены Musou, позволяющие использовать Musou Rage, в этой части были убраны. Вместо них выпадает предмет Том, позволяющий использовать уникальные специальные атаки. Существует пять типов атак: Swift Attack (увеличивает статы игрока), Volley (выпускает волны стрел), Fire (вызывает извержения огня), True Speed (увеличивает скорость игрока) и Rockfall (сбрасывает сверху огромные валуны).
Дуэли из Dynasty Warriors 4 вернулись, но были несколько изменены: теперь дуэли происходят непосредственно на поле боя, а не на арене, которая появлялась из ниоткуда. Также, вокруг бойцов становятся в круг ближайшие солдаты. В круг также могут вклиниться другие офицеры для того, чтобы остановить игрока или его противника.
Базы тоже претерпели изменения: они стали больше, и если раньше, чтобы открыть внешние ворота базы, нужно было победить капитана обороны, то теперь их нужно просто разбить атаками. Также появилось новое подразделение капралов, которые охраняют базы. Победа над солдатами и капралами, находящимися на базе, снижает ее защиту. Когда защита базы падает до нуля, игрок захватывает базу. При этом, победа над капралом эквивалентна победе над 20 войсками, а победа над капитаном автоматически приводит к захвату базы.
Ещё два новых нововведения в серии — это возможность плавать и подниматься по лестнице. С помощью лестницы игрок теперь может забираться на крепостные стены в таких сценариях, как битва за ворота Ху Лао, и расправляться с вражескими баллистами и новым отрядом гвардейцев. Возможность плавания связана с улучшенным ИИ противника, позволяющий ему переправляться через реки и другие водоемы, чтобы атаковать игрока или базы его союзников. Плавание является частью таких сценариев, как битва за замок Фан.
В игре 41 играбельный персонаж, что меньше, чем в предыдущей части серии, где их было 48. Семь удаленных персонажей — Да Цяо, Цзян Вэй, Мэн Хуо, Панг Дэ, Син Цай ,Чжу Ронг и Цзуо Си, кроме кратких упоминаний в эпизодах и биографий персонажей, в игре нигде не фигурируют. В отличие от предыдущих игр, где для всех персонажей были предусмотрен режим Мусоу, в этой игре только семнадцать из играбельных персонажей получили сюжетные кампании, остальные доступны только в свободном режиме и режиме Challenge Mode. В Dynasty Warriors 6 для PS2 и PSP был добавлен режим Мусоу еще для шести персонажей, а в PSP-версии игры к ним добавился Мэн Хуо, в результате чего количество персонажей возросло до 42.

## Версии и расширения

### Версии для PlayStation 2 и PSP
Игра была выпущена 2 октября 2008 года на PlayStation 2 в Японии и 17 ноября 2008 года в Северной Америке. Эта версия игры также была выпущена для PlayStation Portable 17 сентября 2009 года эксклюзивно для Японии. В этой версии был добавлен режим Musou для Ма Чао, Юэ Ин, Цао Пи, Чжан Хэ, Тайши Си и Линг Тонг, а также новое оружие и наборы движений. Также в игре появилось пять новых этапов. Плавание и режим дуэли были убраны. В этой версии графика и производительность были значительно ухудшены, что, скорее всего, связано с техническими ограничениями этих консолей. Мэн Хуо из расширения Empires, которое вышло чуть ранее, был добавлен в версию для PSP в качестве играбельного персонажа в свободном режиме.

### Empires
Dynasty Warriors 6: Empires была выпущена 11 мая в Японии, 23 июня в Северной Америке и 26 июня 2009 года в Европе для PlayStation 3 и Xbox 360. Как и во всех других расширениях Empires, основная идея игры заключается в том, чтобы стать лидером, целью которого является завоевание и удержание всех регионов Китая. Однако, кроме того, игрок может стать бродягой или вассалом, служащим господину, а также стать правителем. Игрок может в любой момент выйти из состава войска, предав своего военачальника или перейдя на сторону другого войска. Игрок также может давать клятвы дружбы со своими сослуживцами и вступать в брак с другими персонажами.
Введена система повышения уровня оружия, аналогичная Dynasty Warriors 4. Игрок может наделять оружие различными навыками и умениями. Также вернулась система Ренбу, но теперь это просто элемент, определяемый оружием персонажа.
Мэн Хуо, изначально вырезанный из оригинальной игры, был вновь добавлен с новым оружием и семью новыми этапами. В игре также сохранены все изменения персонажей и новые этапы, эксклюзивные для версий PS2 и PSP.
Опция Create Character из Dynasty Warriors 4 вернулась и была значительно переработана; игрокам предоставлена гораздо большая свобода в создании персонажей, и они могут создать до 100 персонажей. Однако свободный режим в этой игре был вырезан, вместо неё теперь присутствует Empire Mode. Кроме того, игра поддерживает загружаемый контент, который включает в себя новые костюмы для персонажей и музыку.

## Оценки и мнения
| Сводный рейтинг       | Сводный рейтинг | Сводный рейтинг | Сводный рейтинг | Сводный рейтинг |
| Издание               | Оценка          | Оценка          | Оценка          | Оценка          |
| Издание               | PC              | PS2             | PS3             | Xbox 360        |
| --------------------- | --------------- | --------------- | --------------- | --------------- |
| GameRankings          | 30 %            | 45 %            | 59,12 %         | 60,89 %         |
| Metacritic            | N/A             | 43/100          | 59/100          | 60/100          |
| Иноязычные издания    |                 |                 |                 |                 |
| Издание               | Оценка          | Оценка          | Оценка          | Оценка          |
| Издание               | PC              | PS2             | PS3             | Xbox 360        |
| Destructoid           | N/A             | N/A             | N/A             | 7,5/10          |
| Edge                  | N/A             | N/A             | 7/10            | N/A             |
| EGM                   | N/A             | N/A             | 3,83/10         | 3,83/10         |
| Eurogamer             | N/A             | N/A             | 8/10            | N/A             |
| Famitsu               | N/A             | N/A             | 33/40           | 33/40           |
| Game Informer         | N/A             | N/A             | 7,25/10         | 7,25/10         |
| GameRevolution        | N/A             | N/A             | N/A             | C−              |
| GameSpot              | N/A             | 4/10            | 6,5/10          | N/A             |
| GameSpy               | N/A             | N/A             | [ 23 ]          | [ 23 ]          |
| GameTrailers          | N/A             | N/A             | 6,3/10          | 6,3/10          |
| GameZone              | N/A             | 4,5/10          | N/A             | 5/10            |
| IGN                   | 3/10            | 3,5/10          | 5,9/10          | 6/10            |
| OXM                   | N/A             | N/A             | N/A             | 5/10            |
| Русскоязычные издания |                 |                 |                 |                 |
| Издание               | Оценка          | Оценка          | Оценка          | Оценка          |
| Издание               | PC              | PS2             | PS3             | Xbox 360        |
| Absolute Games        | 76 %            | N/A             | N/A             | N/A             |

| Сводный рейтинг    | Сводный рейтинг | Сводный рейтинг |
| Издание            | Оценка          | Оценка          |
| Издание            | PS3             | Xbox 360        |
| ------------------ | --------------- | --------------- |
| GameRankings       | 64,19 %         | 60,61 %         |
| Metacritic         | 62/100          | 59/100          |
| Иноязычные издания |                 |                 |
| Издание            | Оценка          | Оценка          |
| Издание            | PS3             | Xbox 360        |
| Destructoid        | N/A             | 8/10            |
| Game Informer      | 6,25/10         | 6,25/10         |
| GamePro            | [ 39 ]          | [ 39 ]          |
| GameRevolution     | C               | C               |
| GameSpot           | 5,5/10          | 5,5/10          |
| GameZone           | 7,6/10          | 6,4/10          |
| IGN                | 6,8/10          | 6,7/10          |
| OXM                | N/A             | 6/10            |
| TeamXbox           | N/A             | 7,1/10          |

И оригинальная версия, и расширение Empires были встречены прохладно на Западе как критиками, так и игроками. Игру ругали за однообразный геймплей, устаревшую графику, плохую реализацию мультиплеера на одном экране и урезание контента. Empires получила более хорошие оценки за дополнительный контент, но они всё также были смешанными.
Порт на Windows был раскритикован за невозможность управления мышью и скудные настройки графики.
Версия для PS2 и PSP получили в наибольшей степени негативные отзывы за их ужасное техническое состояние.
В российской прессе к игре отнеслись немного снисходительнее. Владимир Павлов из редакции Absolute Games, обозревая ПК-версию игры, также раскритиковал её многочисленные проблемы, но в итоге выставил игре 76 % из 100 возможных, отмечая, что «учитывая редкость товара, „очередной консольный cлэшер от КOEI“ стал на РС неплохим подарком поклонникам жанра».